# Vini Lopez
Vini «Mad Dog» Lopez (Monmouth County, Nueva Jersey, Estados Unidos, 1949) es un batería estadounidense, más conocido por su asociación con The E Street Band entre 1968 y 1974. Lopez también tocó en los dos primeros discos de Springsteen, Greetings from Asbury Park, N.J. y The Wild, the Innocent and the E Street Shuffle. Tras dejar la E Street Band, Lopez tocó en varias bandas de la zona de Nueva Jersey como The Lord Gunner Group. Desde 2004 lidera su propia banda, Steel Mill Retro, en la cual interpreta material original de la etapa de Springsteen en Steel Mill. 

## Discografía
Con Steel Mill Retro
- The Dead Sea Chronicles (2007)
- All Man the Guns for America (2009)

Con Bruce Springsteen
- Greetings from Asbury Park, N.J. (1973)
- The Wild, the Innocent and the E Street Shuffle (1973)
- Tracks (1998)
- 18 Tracks (1999)
- The Essential Bruce Springsteen (2003)

Con Bill Chinnock
- Badlands (1978)